# 愛知県立豊川工科高等学校
愛知県立豊川工科高等学校（あいちけんりつ とよかわこうかこうとうがっこう）は、愛知県豊川市新道町一丁目に位置する県立工科高等学校。

## 概要
豊川市内では「豊川」の名が付く唯一の公立高校。通称は川工と主に呼ばれる。最近は、兵庫県立西脇工業高等学校と共に陸上強豪の工業高等学校として知られる。

## 沿革
- 1945年（昭和20年） - 豊川市大崎町に豊川市立工業学校が設立。
- 1948年（昭和23年）
  - 4月 - 学制改革で豊川市立工業高等学校となる。
  - 10月 - 豊川市立高等学校（旧制豊川高女）に統合。
- 1950年（昭和25年）4月 - 豊川市立高等学校が愛知県立国府高等学校に統合。
- 1952年（昭和27年） - 愛知県立国府高等学校から愛知県立豊橋工業高等学校豊川分校に編入。
- 1956年（昭和31年） - 愛知県立豊川工業高等学校として分離独立。
- 2021年（令和3年）4月 - 豊川工科高等学校に校名変更[1]し、以下の改編を実施。
  - 電子機械科のロボット工学科への改編、情報システム科の情報デザイン科への改称、情報デザイン科に生活コースの設置。
  - 改編各学科の一括募集[2]。

## 設置学科
全日制（全学科一括募集）
- ロボット工学科
- 機械科
- 電気科
- 情報デザイン科（生活コース設置）
  - 生活コースでは、モノづくり企業で活躍している女性から直接指導 を受けるとともに、全学年を通して生活に関連する科 目を履修し、将来「モノづくり女子」として活躍でき る人材、また男女共同参画の視点から、モノづくりを しながら、仕事と生活を両立できる人材を育成する。

## 生徒会活動・部活動など

### 陸上部
1993年（平成5年）から、徐々に強化が進み、1998年（平成10年）に高校駅伝へ初出場してから2011年（平成23年）まで14年連続出場を果たし、2004年（平成16年）の準優勝、2005年（平成17年）の同大会で3位に入る好成績を収め、2006年（平成18年）には2年連続3位に輝いた。これは日本人のみで構成されたチームの中では、3年連続で最高順位であった。
しかし2009年（平成21年）以降、部の監督を務める男性教諭が部員に対し平手打ちやデッキブラシで殴るなどの体罰を継続的に加えていたことや、それが元で2012年（平成24年）以降、部員12名が転校や退学をしていたことが明らかになった。それに関する記者会見において、学校側は「教科指導も部活指導も生活指導も最高の人間」と称していた。
2013年（平成25年）は、県予選で豊川高校を破り、2年振りに全国大会出場を決めた。

## 通学手段など

### 生徒の交通手段
- 自転車
- 鉄道：名鉄豊川線

### 最寄り鉄道駅
- 名鉄豊川線 諏訪町駅より徒歩で約7分[6]。
- 豊鉄バス「心道教前」停留所より徒歩で約5分[6]。

## 著名な出身者・ゆかりの人物
- 宇佐見淳 - 競艇選手
- 佐野榮太郎 - 情報技術者、ソフトウェア作家
- 山本裕典 - 俳優、タレント。ジュノン・スーパーボーイ・コンテスト出身
- 鷲見知彦 - 元陸上競技選手[7]
- 近藤幸太郎 - 陸上競技選手・青山学院大学陸上競技部在学中

## 関連書籍･DVD
- 『たすきがくれた奇跡 豊川工業高校陸上部物語』（荻野滋夫(著)、郷土出版社、2002/11、ISBN 978-4876701896）
- 『心と体を鍛える駅伝チームのつくり方 渡辺正昭監督（豊川工業高校）の指導に迫る』（指導・解説：渡辺正昭〈豊川工業高等学校陸上競技部監督［当時］〉、実技：愛知県立豊川工業高等学校陸上競技部、ジャパンライム、2004/4、DVD）